# Eugenie Boer
Eugenie M.A. Boer-Dirks (Leiden, 28 augustus 1947 – Voorschoten, 7 september 2012) was een Nederlands kunsthistorica en neerlandica en conservator van het Louis Couperus Museum.

## Leven en werk
Boer volgde een gymnasium bèta-opleiding aan het Sint-Agneslyceum in Leiden en ging daarna biologie studeren aan de Universiteit Leiden, maar verruilde die studie al snel voor die van Nederlandse taal- en letterkunde waarin zij in 1973 afstudeerde. (Intussen was zij in 1971 getrouwd met de econoom Pieter Boer met wie zij een zoon en een dochter kreeg.) Daarna gaf zij les aan de Leidse Onderwijsinstellingen. Vanaf 1987 studeerde zij kunstgeschiedenis, opnieuw in Leiden en studeerde af in 1992 op Zwarte Piet. Ze werd een kenner van Sinterklaas en publiceerde er, na een reeks tijdschriftartikelen, samen met John Helsloot Het Sinterklaasboek over in 2009. Ze was in datzelfde jaar conservator van een grote tentoonstelling over de goedheiligman in Utrecht.
Van 1997 tot 2008 was Boer conservator van het Louis Couperus Museum (LCM), gewijd aan de schrijver Louis Couperus (1863-1923). Ze verzorgde daar in die periode verschillende tentoonstellingen. Ze publiceerde ook verscheidene artikelen over Louis Couperus. Om haar inzet voor de schrijver te eren ontving ze na haar afscheid in 2008 de Couperuspenning.
Ze overleed onverwacht op 7 september 2012 aan een hartstilstand.

## Georganiseerde tentoonstellingen
- Sint Nicolaas-tentoonstelling. Utrecht, Museum Catharijneconvent, 2009.

### Louis Couperus Museum
- Louis Couperus en Pier Pander. Twee verwante zielen. 1 april-12 september 1999.
- Elisabeth Couperus-Baud. Een expositie over 'de vrouw achter de schrijver'. 11 oktober 2001-7 april 2002.
- 'De band is fijn geteekend'. Louis Couperus in eerste druk. 20 januari-11 juni 2000.
- Louis Couperus en Kunstzaal Kleykamp. 6 mei-31 oktober 2004 (samen met Ilja de Rijk)
- 'De grenzen der betamelijkheid'. Vrouwen en lezen rond 1900. 22 juni-18 november 2007.

### Over Sinterklaas
- 'Sinterklaas in de Nederlandse letterkunde', in: Juffrouw Ida 15 (1989) 3, p. 1-8.
- 'Sint Nicolaas als 'stripfiguur' ', in: Ons Amsterdam  42 (1990) 12 (december), p. 310-312.
- Sint-Nicolaas: een levende legende. Wandschilderingen in de Sint Nicolaaskerk. Amsterdam, 1992.
- 'Nieuw licht op Zwarte Piet. Een kunsthistorisch antwoord op de vraag naar de herkomst van Zwarte Piet', in: Volkskundig bulletin 19 (1993) 1 (april), p. 1-35.
- 'Sint-Nicolaas in het 'oude' kinderboek', in: Literatuur zonder leeftijd  8 (1994) 29 (lente), p. 123-136.
- ' Voor elc wat wils. Vier Sint-Nicolaasfeesten van Jan Steen', in: Antiek. Tijdschrift voor liefhebbers en kenners van oude kunst en kunstnijverheid 29 (1994) 4, p. 17-23.
- 'De Sint Nicolaas van Jan Schenkman. Zie ginds komt de stoomboot uit Spanje weer aan', in: Ons Amsterdam 47 (1995) 12 (december), p. 282-286.
- 'Sinterklaas', in: Kunstschrift 39 (1995) 6, p. 4-5.
- 'Sint-Nicolaas en Spanje', in: Boekenpost. Tijdschrift voor de liefhebber van boeken, strips en boekencuriosa 17 (2008) 98 (november-december), p. 4.
- 'Potgieter en Sint-Nicolaas. Bien étonnés de se trouver ensemble - of toch niet?', in: Nieuw letterkundig magazijn. Mededelingenblad uitgegeven door de Maatschappij der Nederlandse Letterkunde 27 2009) 1 (december), p. 46-51.
- Sinterklaas verklaard. Amsterdam, 2009. [Behorend bij de tentoonstelling in het Catharijneconvent]
- Het Sinterklaasboek. Zwolle, 2009.

### Over Louis Couperus
- 'Couperus voor het voetlicht', in: De parelduiker  4 (1999) 3, p. 71-72.
- ' 'Fonklende vingertooi' : hij verloor ze, ze werden gestolen, maar enkele zijn bewaard gebleven. De ringen van Couperus', in: Arabesken 8 (2000) 15 (mei), p. 12-14.
- 'Louis Couperus, Sint-Nicolaas en Charivarius', in: Arabesken 9 (2001) 18 (november), p. 32-33.
- 'De stamboom van het geslacht Couper(us)', in: Arabesken 10 (2002) 19 (mei), p. 29-31.
- 'Honderd jaar 'Kleine zielen' en 'Buddenbrooks'. Enige notities over twee familiekronieken', in: Arabesken 11 (2003) 21 (juni), p. 30-34.
- Kunstzaal Kleykamp en Louis Couperus. Den Haag, 2004 (samen met Ilja de Rijk). [Verschenen bij tentoonstelling in het LCM]
- 'Borstbeeld van Couperus in oude glorie hersteld', in: Arabesken 13 (2005) 25 (mei), p. 31-33.
- Haagse romans : en niet alleen van Couperus. [Den Haag, 2007]. [Verschenen bij tentoonstelling in het LCM]
- 'De grenzen der betamelijkheid' : vrouwen en lezen rond 1900. [Den Haag, 2007]. [Verschenen bij tentoonstelling in het LCM]
- 'Een kasteel bij Rome. Feit en fictie in Langs lijnen van geleidelijkheid', in: Arabesken 15 (2007) 30 (november), p. 13-17.

### Overige
- 'Een moortje als versiering. De zwarte page in de Nederlandse schilderskunst', in: Spiegel historiael. Maandblad voor geschiedenis en archeologie 38 (2003), aflevering 7-8, p. 296-301.
- 'De Haagse roman', in: Den Haag. Geschiedenis van de stad. Den Haag, 2005.
- 'Literair leven', in: Den Haag. Geschiedenis van de stad. Den Haag, 2005.
- Haags parfum. De stad in honderd romans en verhalen. Den Haag, 2006 [ook vertaald als: Sweet smell of The Hague. The city in hundred novels and stories. Den Haag, 2006]